# Appam
Die Appam war ein 1913 in Dienst gestellter Transatlantik-Passagierdampfer der britischen Reederei Elder Dempster & Company. Die Appam ist besonders dafür bekannt, dass sie am 15. Januar 1916 von dem deutschen Hilfskreuzer Möve aufgebracht wurde. Dies sorgte damals für Schlagzeilen auf beiden Seiten des Atlantiks. 1917 wurde sie wieder ihrer Reederei übergeben, und 1936 wurde sie verschrottet.

## Das Schiff
Das 7.781 BRT große Dampfschiff Appam wurde auf der Werft Harland & Wolff im nordirischen Belfast gebaut und lief am 10. Oktober 1912 vom Stapel. Am 27. Februar 1913 wurde sie fertiggestellt und kurz nach in Dienst gestellt. Das 129,7 Meter lange und 17,5 Meter breite Schiff hatte einen Schornstein, zwei Masten und zwei Propeller. Sie war mit drahtlosem Funk und Kühlanlagen zum Transport verderblicher Lebensmittel ausgestattet.
Die Appam wurde für die Elder Dempster & Company Limited (Elder Dempster Lines) gebaut, die sich auf den Passagier- und Frachtverkehr zu den Vereinigten Staaten und Kanada, aber auch zu ferneren Zielen wie Afrika, die Karibik, die Kanarischen Inseln und Indien spezialisiert hatte.

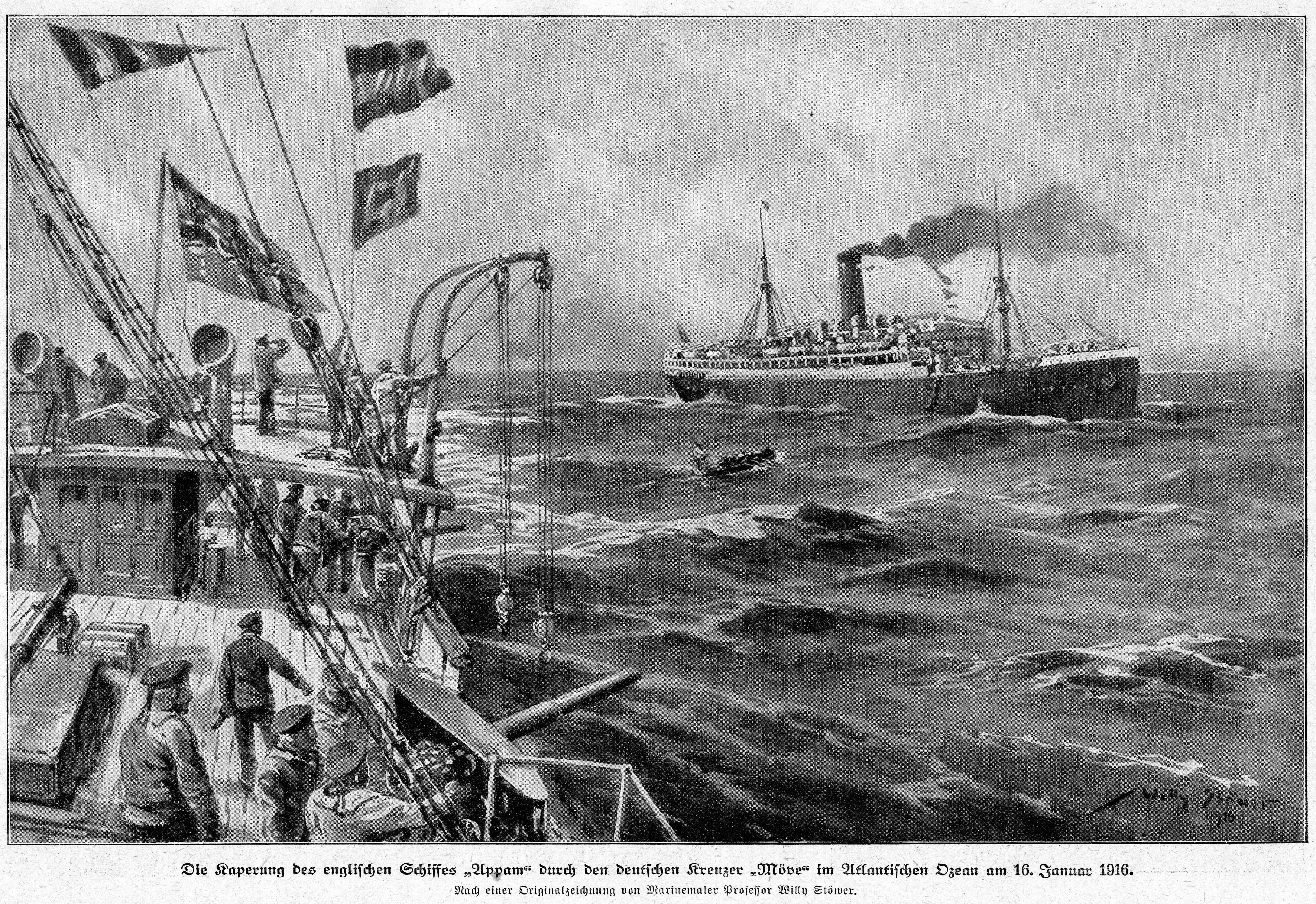
Der Dampfer Appam wird durch SMS Möve gekapert, 16. Januar 1916. Illustration von Willy Stöwer, 1916.

Sie war das mittlere von drei Schwesterschiffe. Die anderen beiden waren die bereits im Dezember 1912 fertiggestellte Abosso (I) (7.782 BRT) und die 1915 in Dienst gestellte Apapa (I) (7.832 BRT). Beide Schwesterschiffe wurden im Ersten Weltkrieg von deutschen U-Booten versenkt.

## Kaperung durchMöve
Am 11. Januar 1916 lief die Appam unter dem Kommando von Kapitän Henry G. Harrison in Dakar zur Rückreise nach Liverpool aus. An Bord befanden sich 156 Besatzungsmitglieder, 116 Passagiere, 25 Mitglieder der Royal Marines und 22 deutsche Zivilisten, die in Großbritannien interniert werden sollten. Neben den Passagieren hatte der Dampfer etwa 3.000 Tonnen Fracht an Bord, darunter die Post, Kakaobohnen, Mais, Baumwollsamen, Zinn sowie 16 Kisten mit Gold. Auch ein weiblicher Leopard namens Pompey war an Bord. Vor der Abfahrt war in Dakar eine Drei-Zoll-Kanone montiert worden, die von zwei Artilleristen bedient wurde. Am 21. Januar 1916 sollte das Schiff in Falmouth einen Zwischenstopp einlegen. Unter den Passagieren auf dieser Fahrt waren unter anderem der britische Kolonialbeamte und Gouverneur der Leeward-Inseln Sir Edward Merewether mit Ehefrau, der Kolonialbeamte und Autor Sir Francis Charles Bernard Dudley Fuller mit Ehefrau und der Kolonialminister Sir Frederick Seton James.

Die internierte Appam in den Hampton Roads, 1916.

Am Nachmittag des 15. Januar 1916 wurde die Appam 135 Seemeilen nordwestlich von Madeira von der Möve aufgebracht. Eine Prisenmannschaft ging an Bord des britischen Passagierdampfers und übernahm das Kommando. Am 1. Februar 1916 traf das Schiff unter der Führung des Leutnants Hans Berg in den Hampton Roads (US-Bundesstaat Virginia) ein. An Bord befanden sich  451 Menschen, darunter 155 Besatzungsmitglieder der Appam, alle 116 Passagiere, 20 der 22 deutschen Zivilisten, die 22-köpfige deutsche Prisenmannschaft sowie 138 gerettete Seeleute von anderen Schiffen, die von der Möve versenkt worden waren. Das Schicksal der Appam war vor dem Eintreffen in Virginia völlig unklar. Die New York Times berichtete in ihrer Ausgabe vom 29. Januar 1916, dass bereits befürchtet wurde, das Schiff sei gesunken.
Die 25 Royal Marines, die beiden übrigen deutschen Zivilisten Rosenbrock und Willenseck und die beiden Artilleristen James Chandler und Harold Jones befanden sich an Bord der Möve. Die meisten Passagiere der Appam wurden am 3. Februar auf das Passagierschiff Jefferson der Dominion Line transferiert, fuhren jedoch letztlich am 7. Februar mit der Noordam der Holland-America Line nach Europa. Als die Möve am 4. März 1916 wieder in Wilhelmshaven einlief, kamen die Marines und die Artilleristen als Kombattanten in Kriegsgefangenschaft.
Die 22 Männer von der Prisenmannschaft blieben bis zum 9. Februar 1917 an Bord der Appam. Als die Vereinigten Staaten im April 1917 in den Krieg eintraten, wurden sie die ersten deutschen Kriegsgefangenen der USA. Sie wurden in Baracken in Fort Oglethorpe (Georgia) interniert. Am 6. März 1917 verfügte der Oberste Gerichtshof der Vereinigten Staaten, dass die Appam wieder ihren ursprünglichen Eignern zurückzugeben sei. Am 28. März 1917 wurde sie daher wieder Elder Dempster & Company überstellt.

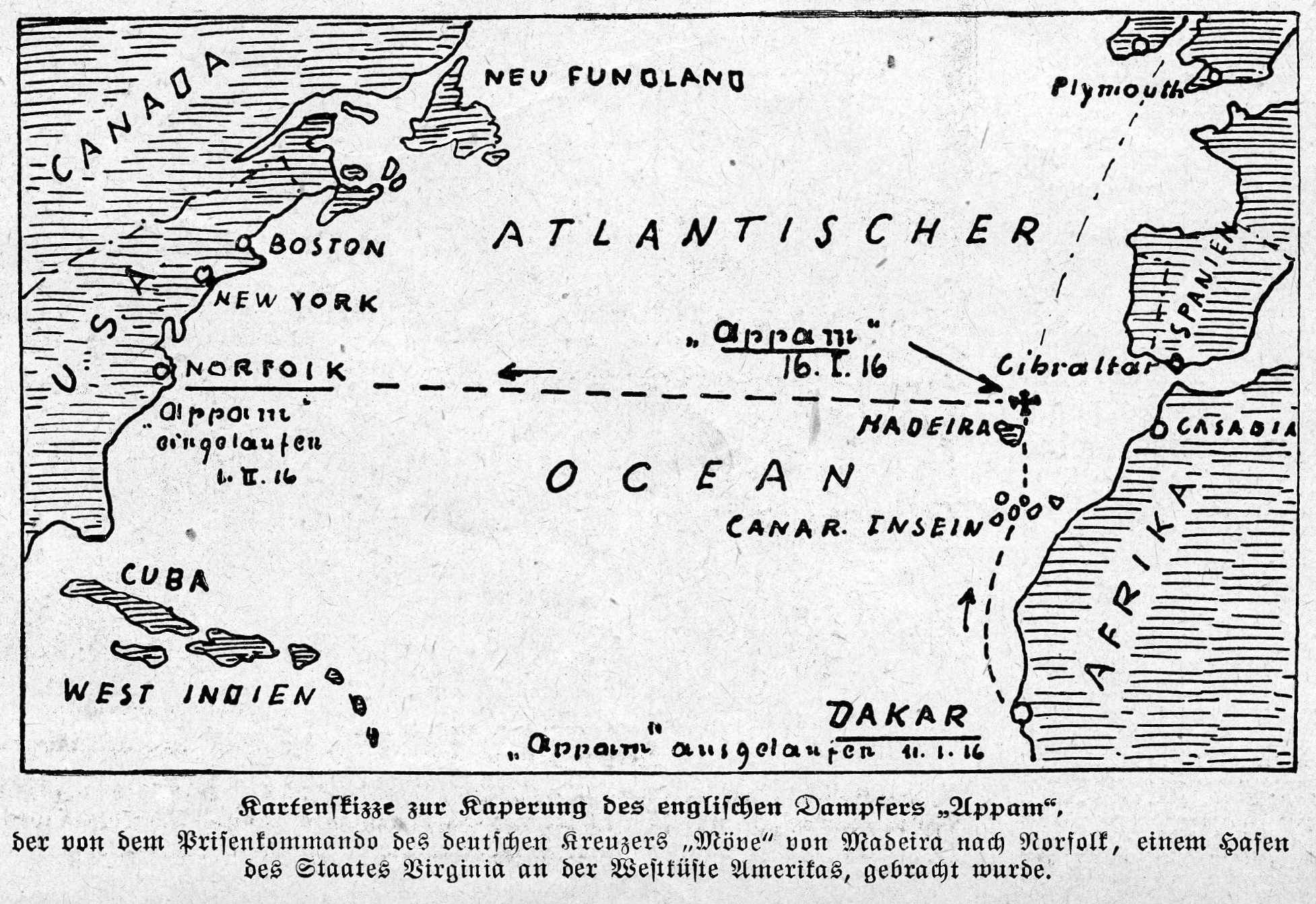
Kartenskizze mit Fahrtroute der Appamvon SMS Möve 1916 von Madeira nach Norfolk in Virginia.

Kurz danach, am 17. April 1917, traf Kapitän T. E. Williams in Newport News ein, um die Überführung des Schiffs nach Großbritannien zu überwachen. Am 20. August 1917 lief die Appam in Liverpool zu ihrer nächsten regulären Fahrt aus. Um eine erneute Identifikation bzw. Aufbringung des Schiffs zu vermeiden, fuhr es zunächst unter dem Namen Mandingo. Nach Kriegsende wurde es jedoch wieder in Appam umbenannt. Die Appam blieb im Passagierverkehr, bis sie am 26. Februar 1936 verschrottet wurde.